# Lobizon
Lobizon là một chi nhện trong họ Lycosidae.